# Daigo Fukuryū Maru
Daigo Fukuryū Maru (第五福龍丸, ‘dragón afortunado cinco’) fue un barco atunero de Japón, que fue expuesto y contaminado por una lluvia radiactiva causada por una bomba de hidrógeno de los Estados Unidos durante un experimento en el atolón Bikini (islas Marshall) el 1 de marzo de 1954.

## Antes del incidente
En 1947, fue botado en Koza (Wakayama) como barco de pesca de nombre Dainana Kotoshiro Maru (第七事代丸, ‘Kotoshiro Maru Siete’). Más tarde fue transformado en atunero en Yaizu (Shizuoka) recibiendo el nombre de Daigo Fukuryu Maru.

## Contaminación radiactiva accidental
Cuando tuvo lugar el ensayo de la bomba de hidrógeno, el 1 de marzo de 1954, el Daigo Fukuryu Maru pescaba a 40 millas náuticas (74 km) fuera del límite de la zona delimitada previamente por el gobierno de Estados Unidos.
La bomba de hidrógeno, llamada Castle Bravo, de 15 Mt (megatoneladas) o 15 millones de toneladas de TNT, equivalente a un cubo de TNT de 209 m de lado, explotó a las 6:45 (hora local), más de una hora después del amanecer. El cielo en el oeste se iluminó como un amanecer. Ocho minutos más tarde llegó el sonido de la explosión termonuclear.
Un par de horas después, y durante tres horas, empezó a caer un polvo blanco escamoso de coral calcinado, que había absorbido los productos de la fisión altamente radiactivos. A falta de instrumentos apropiados, los pescadores limpiaron la cubierta del barco con sus propias manos. El polvo se les pegó en la piel y en el cabello. Después de que aparecieron los síntomas de la radiación, los pescadores lo llamaron shi no hai (死の灰, ‘ceniza de la muerte’).

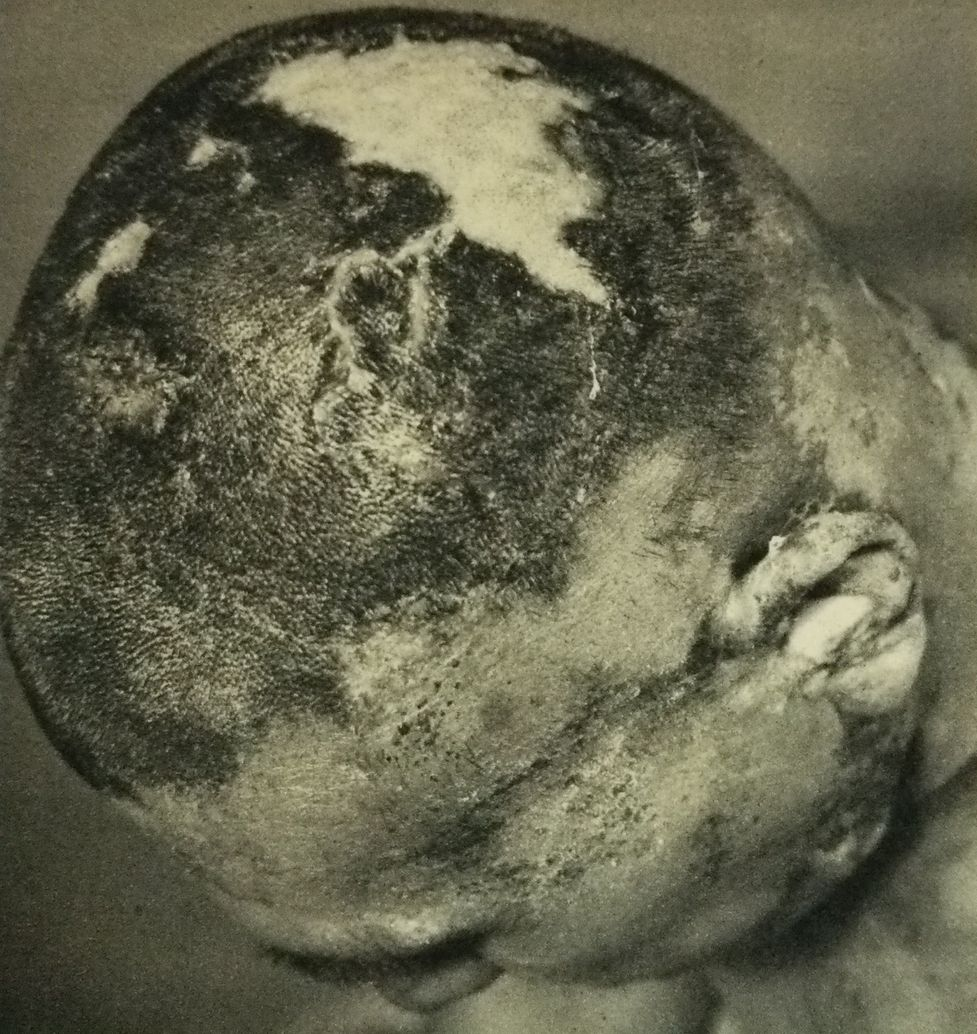
La cabeza de uno de los tripulantes del barco el 7 de abril de 1954.

La prueba nuclear fue más del doble de potente que lo que se había calculado inicialmente. Tanto el barco, como sus 23 tripulantes y su carga de pescado fueron contaminados por la radiación.
Los pescadores se dieron cuenta del peligro e intentaron alejarse del área, pero la velocidad máxima del barco era de 5 nudos (9,3 km/h, o 5,8 millas por hora), de manera que estuvieron expuestos a la radiación durante varias horas.

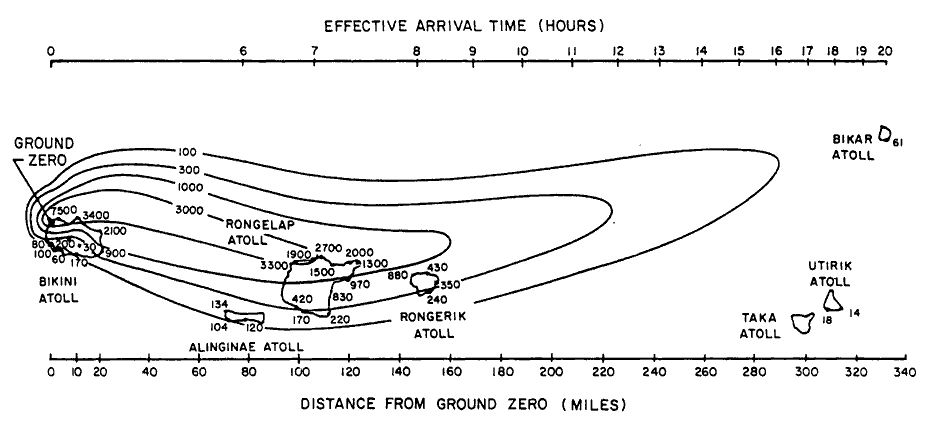
Mapa de la senda de la lluvia radiactiva después del ensayo Bravo en al atolón Bikini. Las cifras se refieren a las dosis acumuladas en (rad).

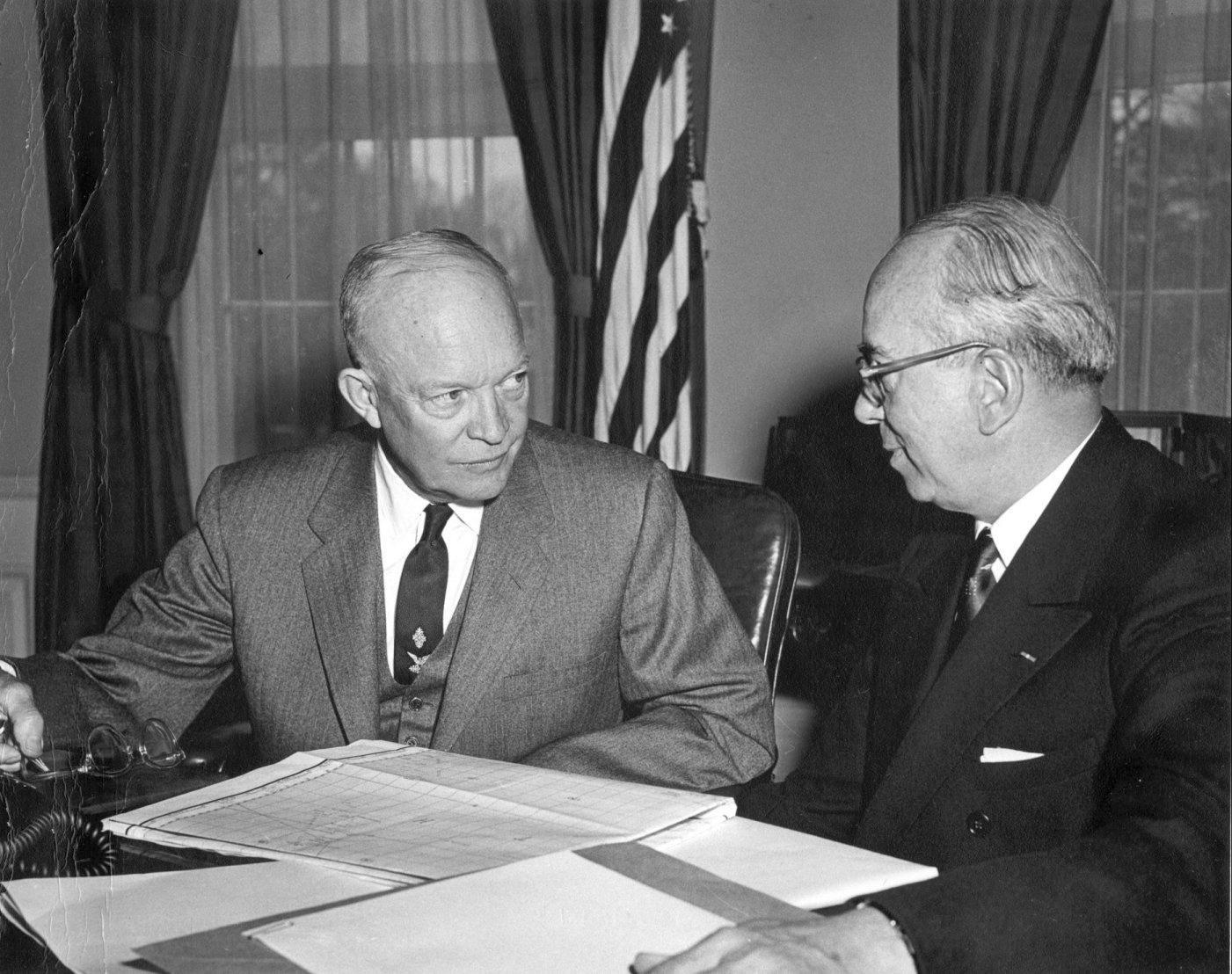
Dwight Eisenhower (presidente de Estados Unidos) discute el proyecto Castle con Lewis Strauss (director de la Comisión de Energía Atómica de Estados Unidos) en 1954.

Además del Daigo Fukuryu Maru, se tiene noticias de otros barcos de pesca que estuvieron expuestos a la radiación. Posteriormente, los Estados Unidos extendieron la zona de peligro para sus pruebas.
Los 23 tripulantes sufrieron de síndrome de irradiación (náuseas, dolores de cabeza, quemaduras en la piel expuesta, dolor en los ojos, sangrado de encías y otros síntomas). Arribaron al puerto de Yaizu el 14 de marzo. Fueron internados en dos hospitales en Tokio.
Seis meses después, el 23 de septiembre de 1954 falleció uno de ellos, Kuboyama Aikichi (el radiooperador jefe, de 40 años de edad). Antes de morir, declaró: «Rezo para ser la última víctima de una bomba atómica o de hidrógeno».
Los demás pescadores afectados tuvieron que ser internados durante años en clínicas japonesas. Uno de ellos, el pescador Misaki, por medio del reportero Hilmar Pabel que le visitó, envió al mundo el siguiente mensaje: «Igual suerte que la nuestra amenaza a la humanidad entera. Dígalo así a los que tienen la responsabilidad del mando y Dios quiera que le escuchen». [Jungk. R. (1976) Más brillante que mil soles. Editorial Argos]
La tragedia del Daigo Fukuryu Maru produjo un fuerte movimiento antinuclear en Japón. El gobierno de los Estados Unidos temía que este movimiento se transformara en un movimiento antiestadounidense, de manera que trató de negociar rápidamente con el gobierno japonés, dirigido por el primer ministro Yoshida Shigeru, considerado un político proestadounidense. El gobierno de los Estados Unidos concedió 200.000 dólares a las víctimas. En el acuerdo, el gobierno japonés se comprometió a no tratar de obtener otras indemnizaciones del gobierno de los Estados Unidos.
El Daigo Fukuryu Maru se puede visitar en Tokio.

## Influencia en la cultura popular
Cinco años después del incidente, el director de cine japonés Kaneto Shindō realizó una película llamada Daigo Fukuryu Maru, con la participación del actor Uno Jukichi.
Este incidente también ha inspirado otras películas como Godzilla, que cuenta la historia de un monstruo producto de una mutación por radiación.